# Dentelbach (Lauter)
Der Dentelbach ist ein – je nach zugerechnetem Oberlauf – dreieinhalb bis vier Kilometer langer Bach im Gebiet der Gemeinde Spiegelberg im baden-württembergischen Rems-Murr-Kreis, der vor dem Dorf Spiegelberg von links und Nordosten in die Spiegelberger Lauter mündet.

## Geographie

### Verlauf
Der Dentelbach entsteht im Namenslauf auf etwa 485 m ü. NHN in der waldbestandenen Tobelschlucht ca. 1,2 km nördlich von Spiegelberg-Großhöchberg. Der Anfang des Laufs ist eine der im Stubensandstein der umgebenden Landschaft sehr häufigen kleinen Wasserfälle über darunter ausgespülter Grotte in weicherem Sandstein. Der Bach fließt von dieser durch einen Wanderpfad erschlossenen Ursprung teils unter Felsen knapp einen Kilometer weit westwärts, bis ihm auf etwa 383 m ü. NHN von etwa Nordnordosten her der Bodenbach zumündet, der etwas längere rechte Quellast aus eigener Waldklinge.
Von dort an läuft der Dentelbach in etwa südwestlicher bis südlicher Richtung durch eine weiterhin enge Waldklinge, in die nach etwa 200 Metern die K 1819 vom Weiler Vorderbüchelberg auf der rechten, hier offenen Hochebene herab ins Tal tritt. Diese Straße folgt nun bis zur Mündung dem Bach nahe dem linken Ufer, Nach weiteren etwa 200 Metern mündet aus einer rechten Nebenklinge heraus der Waldenbach zu, dessen linken Talhang die Straßensteige teils nutzt. Etwa 400 Meter weiter fließt von der anderen Seite der Klingenbach ein, der letzte der große Klingen bildenden Zuflüsse.
Unterhalb öffnet sich am rechten Unterhang kurz ein Lichtungsstreifen. Etwa 400 Meter vor dem Ende des Laufs setzt dann der Wald an der rechten Seite bis auf den inzwischen recht niedrigen Sporn auf dieser Seite hinauf aus, Zuletzt liegt auf etwa 330 m ü. NHN ein Teich dicht am rechten Ufer. Schließlich mündet der Dentelbach auf 328 m ü. NHN zwischen Spiegelberg-Eisenlautern und Spiegelberg selbst von links und zuletzt Nordnordosten in die mittlere Spiegelberger Lauter, wenige Schritt vor der ebenfalls linken Einmündung des Bachs aus der Erlenklinge in sie.
Der unter mittleren Sohlgefälle von etwa 47 ‰ fließende, von der Quelle im Tobelschlucht an gerechnet 3,4 km lange Dentelbach mündet etwa 157 Höhenmeter unterhalb dieser.

### Einzugsgebiet
Der Dentelbach hat ein 4,3 km² Einzugsgebiet, das im Naturraum der Schwäbisch-Fränkischen Waldberge im Unterraum der Südwestlichen Löwensteiner Berge liegt und mit seiner Nord- und Nordostseite an den Nachbarunterraum Hinterer Mainhardter Wald grenzt. Es erstreckt sich vom nordöstlichsten Punkt an der Wegegabel östlich des Steinbergs an den Seewiesen bis zur Mündung etwa 3,3 km weit nach Südwesten, quer dazu ist es bis zu 1,9 km breit.
An der Unterraumgrenze stehen die höchsten Berge, der 565,7 m ü. NHN hohe, bewaldete Steinberg im Norden, hinter dessen kurzem Kamm der Tiefenbach zur oberen Fichtenberger Rot entwässert, und die 562,5 m ü. NHN hohe, offene Kuppe des Greuts, auf dem Abschnitt bis zu deren Gipfel dann der Kuhnbach den Abfluss zur anderen Seite wenig weiter abwärts demselben Kocher-Zufluss zuführt. Südwärts schließt sich an der östlichen Wasserscheide ein meist offener Höhenrücken an, der ein erstes Maximum am Waldgipfel des Schlagbühls (524,7 m ü. NHN), ein zweites auf einer 530,7 m ü. NHN hohen Flurkuppe östlich von Großhöchberg hat, bis zu dem dann der zur Murr wenig oberhalb des Zuflusses der Lauter laufende Fischbach konkurriert. Auf diesem flachen Hügel knickt die Wasserscheide nach Südwesten ab und durchzieht den Weiler Großhöchberg, dessen Abfluss nach der Gegenseite über den Krebsbach und in der Folge den Siebersbach in die Lauter gelangt. Wenig nach der Ortsgrenze schon vor dem Wasserreservoir auf der 539,6 m ü. NHN hohen Kuppe westlich des Ortes konkurriert dann aber im Süden der Bach aus der Erlenklinge, der nur wenige Schritte nach dem Dentelbach die Lauter erreicht.
Jenseits der rechten Wasserscheide aufwärts von der Mündung läuft noch mündungsnah bis zur Kuppe der offenen Ebene (497,6 m ü. NHN) der kurze Lauterwaldbach zur Lauter, weiter aufwärts bis zurück zum Steinberg nimmt dann der zum Dentelbach etwa parallele Buchenbach über seine linken Zuflüsse den Abfluss der anderen Kammseite auf, der ebenfalls ein Lauterzufluss ist. Auf dieser Seite sind die Berghöhen meist niedriger als an der linken Wasserscheide; erst bei Vorderbüchelberg erreichen sie wieder 500 m ü. NHN und erst am südwestlichen Steinbergfuß wieder 520 m ü. NHN.
Das ganze Gebiet liegt in der Gemeindegemarkung von Spiegelberg, die einzigen Orte darin sind dessen Weiler Vorderbüchelberg an der nordwestlichen Wasserscheide und Großhöchberg an der südöstlichen, die beide überwiegend innerhalb stehen. Um diese herum sind die Kammhöhen offen, ebenso auf der Kuppe des Greut im Nordnordosten und auf der erwähnten Ebene südsüdwestlich von Vorderbüchelberg, und umfassen Äcker und Wiesen, das völlig siedlungsfreie, enge Tal öffnet sich erst nahe der Lauter zu einem kleinen Wiesenzwickel. Auf den übrigen etwa zwei Drittel des Gebietes steht Wald.

### Zuflüsse und Seen
Hierarchische Liste der Zuflüsse und  Seen von der Quelle zur Mündung. Gewässerlänge, Seefläche, Einzugsgebiet und Höhe nach den entsprechenden Layern auf der Onlinekarte der LUBW. Andere Quellen für die Angaben sind vermerkt.
Ursprung des Dentelbachs auf etwa 485 m ü. NHN in der Tobelschlucht ca. 1,2 km nördlich von Spiegelberg-Großhöchberg. Der Bach fließt zunächst westlich.
- Bodenbach, von rechts und Nordosten auf etwa 397 m ü. NHN ca. 0,2 km vor dem Fuß der Talsteige der K 1819 von Vorderbüchelberg ins Tal herab, 1,5 km und ca. 0,8 km². Entsteht auf etwa 505 m ü. NHN ca. 1,2 km nordöstlich von Vorderbüchelberg am Südostfuß des Steinbergs (565,7 m ü. NHN[LUBW 5]).
Der Dentelbach bis dort ist erst 0,9 km lang, hat aber schon ein Teileinzugsgebiet von ca. 0,9 km². Der Dentelbach läuft ab hier etwa südwestlich.
- Waldenbach, von rechts und Westnordwesten auf etwa 383,1 m ü. NHN[LUBW 5] ca. 0,2 km nach dem Fuß der Talsteige der K 1819 von Vorderbüchelberg ins Tal herab, 0,9 km und ca. 0,6 km². Entspringt auf unter 470 m ü. NHN ca. 0,6 km südwestlich von Vorderbüchelberg.
  - Vorderbüchelberger Graben, von rechts und Westnordwesten auf etwa 395 m ü. NHN ca. 0,2 km nach dem Fuß der Talsteige der K 1819 von Vorderbüchelberg ins Tal herab, 0,2 km und ca. 0,1 km². Entsteht auf etwa 425 m ü. NHN ca. 0,3 km südlich von Vorderbüchelberg an einer Serpentine der K 1819 vom Weiler herab und passiert dann dessen Kläranlage.
- (Bach durch den Wald Himmelswiesen), von rechts und Westen auf etwa 375 m ü. NHN weniger als zweihundert Meter nach dem vorigen, 0,4 km[LUBW 8] und 0,1 km². Entsteht auf unter 460 m ü. NHN östlich-unterhalb der Ebene.
- Klingenbach, von links und Ostsüdosten auf etwa 373 m ü. NHN, 1,1 km und ca. 0,9 km². Entsteht auf etwa 450 m ü. NHN ca. 0,3 km nordnordwestlich von Großhöchberg als Wasserfall in den Felsenkessel der Klinge Hirtenrain.
- (Bach aus Richtung Schierles Mahd), von links und Ostsüdosten auf unter 350 m ü. NHN gegenüber der ersten Tallichtung, 0,6 km[LUBW 8] und über 0,1 km². Entsteht auf etwa 490 m ü. NHN ca. 0,7 km westlich von Großhöchberg an einem Waldweg am Oberhang.
- Passiert auf etwa 330 m ü. NHN einen Teich am rechten Ufer, unter 0,1 ha.

Mündung des Dentelbachs von links und Nordosten auf 328 m ü. NHN zwischen Spiegelberg-Eisenlautern und Spiegelberg selbst von links und Nordosten in die mittlere Lauter, weniger als zwei Dutzend Schritte vor dem Zulauf des Bachs aus der Erlenklinge von derselben Seite. Der Dentelbach ist auf seinem Namenslauf ab dem Hohlen Stein 3,4 km lang und hat ein Einzugsgebiet von 4,3 km².

## Geologie
Das Einzugsgebiet des Dentelbachs liegt größtenteils im Stubensandstein (Löwenstein-Formation) des Mittelkeupers. Über diesem liegen jedoch auf langen Strecken der nördlichen und östlichen Wasserscheide von Knollenmergelbändern (Trossingen-Formation) des Mittelkeupers gesäumte Kuppen im Schwarzjura mit Gesteinen der Psilonotenton- und der Angulatensandstein-Formation. Davon sind der Steinberg (565,7 m ü. NHN) im Norden und das Greut (562,5 m ü. NHN) im Nordnordosten Teil des langen Schwarzjurakuppenbogens auf der Wasserscheide zwischen Lauter und Murr diesseits und Fichtenberger Rot jenseits, der sich vom Löwensteiner Horkenberg bis zum Dexelfeld beim Oberroter Weiler Konhalden erstreckt. Diesem näher an der Lauter vorgelagert sind der Schlagbühl (524,7 m ü. NHN) und die große und verzweigte Kuppe um Großhöchberg, die an ihrem westlichen Arm beim Wasserreservoir westlich des Weilers mit 539,6 m ü. NHN ihre größte Höhe hat. Zwischen dem Hauptbogen im Norden und Nordnordosten und den südlicheren Höhen verlaufen etwa west-östlich zwei tektonische Störungslinien auf den Achsen der Tobelklinge bzw. der Klinge des Waldenbachtal, deren Tiefscholle jeweils im Süden liegt. Besonders unter der Großhöchberger Scholle liegen am Oberhang weithin Rutschungsmassen. 
Im Talgrund wird der Stubensandstein etwa ab dem Zusammenfluss des Dentelbachs und des Bodenbachs von den geologisch tieferen Oberen Bunten Mergeln (Mainhardt-Formation) abgelöst und von etwas vor dem Waldaustritt bis zur Mündung läuft der Bach im noch tieferen Kieselsandstein (Hassberge-Formation).
Im Einzugsgebiet sind fünf Geotope ausgewiesen, es sind von Nord nach Süd die Bodenbachklinge im Stubensandstein, die Tobelschlucht im Stubensandstein mit Hohlem Stein, einer grottenartigen Felsnische am oberen Talschluss mit Wasserfall, eine Wegböschung am nördlichen Zweig der Großhöchberger Jurakuppe, an der die Psilonotenton-Formation aufgeschlossen ist, näher an Großhöchberg ist am Oberhang die Schwarzjurakante sichtbar und in einem aufgelassenen Steinbruch am oberen Talhang unterhalb des Wasserbehälters fast einen Kilometer westlich von Großhöchberg ist Knollenmergel mit dolomitischen Seeablagerungen (Dolcretes) angeschnitten.

## Natur und Schutzgebiete
Der linke, namentliche Oberlauf des Dentelbachs in der Tobelschlucht wie auch der faktische rechte Oberlauf Bodenbach sind enge und felsbestandene, für das umgebende Keuperbergland landschaftstypische Klingen, auf deren Grund die zwei Bäche schnell fließend und in bis zu zwei Meter breitem Bett mäandrieren. Es laufen ihnen einige Seitenklingen zu, die teils klammartig eingeschnitten sind und oft oder immer nur zeitweilig Wasser führen. Der Hohle Stein am Anfang des Dentelbachs ist ein Halbhöhle unter überhängendem erosionsresistenterem Gestein, anderswo gibt es ähnliche, weniger spektakuläre Halbhöhlen. Zur Mündung hin wird der Dentelbach bis vier Meter breit, er fließt weiterhin in Mäandern, die allerdings durch künstliche Verbauungen für die bald begleitende Kreisstraße etwas beschränkt sind und zeigt dort Ansätze zu einem Eschenwald auf der Talsohle bzw. ist an zwei Lichtungen von Hochstaudenfluren begleitet. Die aus den größeren Nebenklingen noch zulaufenden Seitenbäche Waldenbach und Klingenbach sind wie die beiden Oberläufe Bergbäche. Nach dem Waldende begleitet den Dentelbach auf seinem letzten halben Kilometer ein Auwaldstreifen mit vor allem Schwarzerlen und Eschen.
Naturdenkmale sind die Tobelschlucht mit Hohlem Stein, ein naher alter Stubensandsteinbruch darüber mit Tümpel und die Felsenschlucht des oberen Klingenbachs wenig nördlich von Großhöchberg.
Die durch abgestürztes Totholz und ihre Enge recht unzugängliche Bodenbachschlucht östlich von Vorderbüchelberg steht unter Naturschutz. In ihr verläuft der Bodenbach als ein bis zwei Meter breiter Bergbach mit abgestürzten Blöcken auf sandigem oder felsigemn Grund oft unter hohen imd manchmal überhängenden Felskanten. Unter dem mancherorts lückigen Talwald wachsen zahlreiche  Moose und Farne. Am Ende der Schlucht gibt es Rutschungen am Hang.
Etwa 300 Meter unterhalb des Klingenbach-Zuflusses beginnt im dort noch bewaldeten Tal das Landschaftsschutzgebiet Spiegelberger Lautertal mit Nebentälern und angrenzenden Gebieten, das sich im Talgrund und am Unterhang des Baches bis ins ebenfalls zugehörende Lautertal zieht.
Am Steinberg und am Greut ragen Randzwickel des großen Wasserschutzgebietes Kuhnbachtal ins Einzugsgebiet.  Bei Großhöchberg umfasst dieses um das Wasserreservoir dicht am Ostrand (!) des Ortes einen Zwickel des kleineren lokalen Wasserschutzgebietes Großhöchberger Quelle.

## Verkehr
Die K 1819 durchläuft den größeren Teil des Dentelbachtals und verbindet den Weiler Vorderbüchelberg mit dem Gemeindesitz Spiegelberg. In Querrichtung ist das Tal ein Verkehrshindernis. Ein die Weiler Vorderbüchelberg und Großhöchberg verbindender Fahrweg umrundet deshalb hoch am Hang oder sogar auf dem Kamm die Bodenbachschlucht und umgeht auch die Tobelschlucht.  

### LUBW
Amtliche Online-Gewässerkarte mit passendem Ausschnitt und den hier benutzten Layern: Lauf und Einzugsgebiet des Dentelbach

Allgemeiner Einstieg ohne Voreinstellungen und Layer: Daten- und Kartendienst der Landesanstalt für Umwelt Baden-Württemberg (LUBW) (Hinweise)
1. 1 2 3 4  Höhe nach dem Höhenlinienbild auf dem Hintergrundlayer Topographische Karte.
2. 1 2  Höhe nach blauer Beschriftung auf dem Hintergrundlayer Topographische Karte.
3. 1 2 3  Länge nach dem Layer Gewässernetz (AWGN).
4. 1 2  Einzugsgebiet nach dem Layer Basiseinzugsgebiet (AWGN).
5. 1 2 3 4 5 6 7 8  Höhe nach schwarzer Beschriftung auf dem Hintergrundlayer Topographische Karte.
6. ↑  Seefläche nach dem Layer Stehende Gewässer.
7. ↑  Einzugsgebiet abgemessen auf dem Hintergrundlayer Topographische Karte.
8. 1 2 3  Länge abgemessen auf dem Hintergrundlayer Topographische Karte.
9. ↑  Schutzgebiete nach den einschlägigen Layern, Natur teilweise nach dem Layer Biotop.

### Andere Belege
1. ↑  Modellierte Werte nach Abfluss-BW Gewässerknoten MQ/MNQ
2. ↑  Wolf-Dieter Sick: Geographische Landesaufnahme: Die naturräumlichen Einheiten auf Blatt 162 Rothenburg o. d. Tauber. Bundesanstalt für Landeskunde, Bad Godesberg 1962. → Online-Karte (PDF; 4,7 MB)
3. ↑  Geologie nach der unter → Literatur aufgeführten geologischen Karte oder nach den Layern zu Geologische Karte 1:50.000 auf: Mapserver des Landesamtes für Geologie, Rohstoffe und Bergbau (LGRB) (Hinweise)
4. ↑  Geotopsteckbrief Bodenbachklinge
5. ↑  Geotopsteckbrief Tobelschlucht mit Hohlem Stein
6. ↑  Geotopsteckbrief Wegböschung nordöstlich von Großhöchberg
7. ↑  Geotopsteckbrief Schwarzjurakante bei Großhöchberg
8. ↑  Geotopsteckbrief Aufgelassener Steinbruch westlich von Großhöchberg